# Poseidone (nome)
Poseidone  è un nome proprio di persona italiano maschile.

## Varianti in altre lingue
- Bosniaco: Posejdon
- Croato: Posejdon
- Francese: Poséidon
- Greco antico: Ποσειδων (Poseidon)[1][2]
- Greco moderno: Ποσειδώνας (Poseidōnas)
- Inglese: Poseidon[3]
- Latino: Posidon
- Lettone: Poseidons
- Lituano: Poseidonas
- Polacco: Posejdon
- Portoghese: Posídon
- Russo: Посейдон (Posejdon)
- Serbo: Посејдон (Posejdon)
- Spagnolo: Poseidón
- Ungherese: Poszeidón

## Origine e diffusione

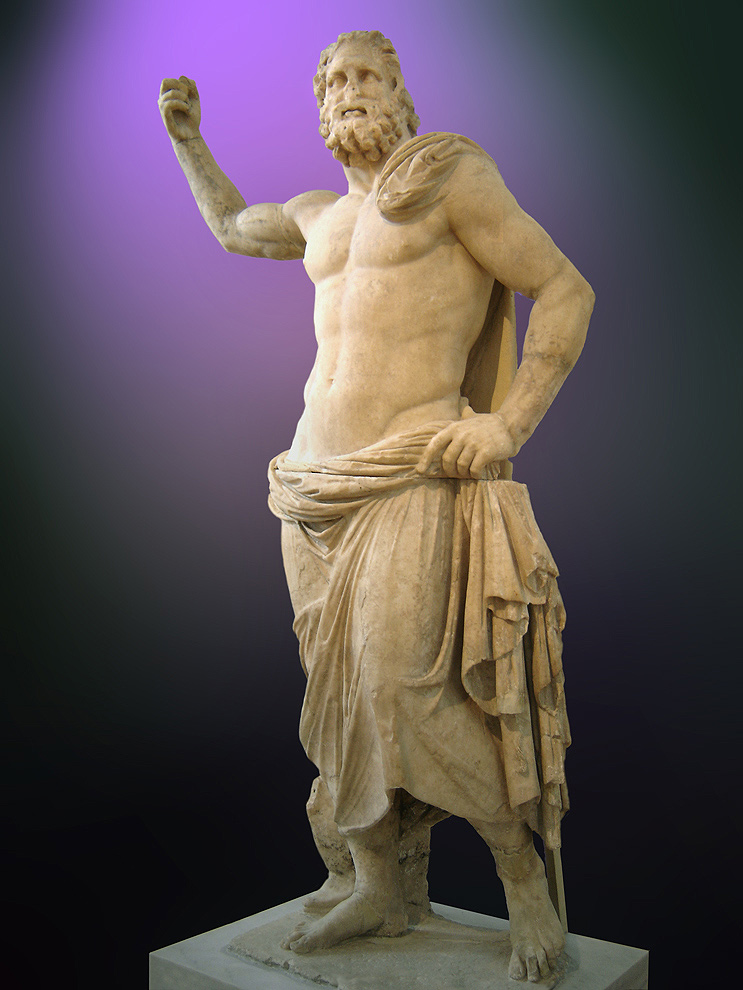
Statua di Poseidone

Deriva dal greco antico Ποσειδων (Poseidon), presente in dorico come Poteidan e attestato nelle iscrizioni micenee in lineare B come po-se-da-o. Di origine incerta, viene considerato da alcune fonti un composto di ποσις (posis, "signore", "marito") e δε (de, "terra"), quindi "signore della terra", "sposo della terra"; alternativamente, il secondo elemento potrebbe essere rincoducibile alla radice protoindoeuropea *deyw-o-, "dio". Da questo nome deriva il nome Posidonio.
È portato, nella mitologia greca, da Poseidone, uno dei più importanti dei dell'Olimpo, che dominava il mare ma anche i terremoti e i cavalli, assimilabile al dio romano Nettuno; fa quindi parte di quella schiera di nomi dalla valenza prettamente mitologica, quali anche Apollo, Era, Demetra ed Ermes. La sua diffusione in Italia, comunque, è molto scarsa.

## Onomastico
Il nome è adespota, il che vale a dire che nessun santo ha mai portato questo nome. Può essere festeggiato il 1º novembre, la festa di Ognissanti. In alternativa può essere festeggiato il 16 maggio, in onore di san Possidonio, vescovo.

## Il nome nelle arti
- Poseidone è un personaggio presente nella serie televisiva Prison Break.